# Steve Krantz
Stephen Falk Krantz (New York, 20 mei 1923 - Los Angeles, 4 januari 2007) was een Amerikaanse (televisie-)filmproducent en schrijver.
Opgeleid aan de Columbia-universiteit werkte hij in eerste instantie als komedieschrijver voor de Amerikaanse komieken Milton Berle en Steve Allen. Later legde hij zich toe op de productie van tekenfilms. Zo was hij met Ralph Bakshi verantwoordelijk voor de omstreden tekenfilm Fritz the Cat (1972). Vanaf het midden van de jaren zeventig maakte Krantz voornamelijk 'gewone' films, met name televisiefilms.
Krantz was van Joodse komaf. Hij was getrouwd met de bekende Amerikaanse schrijfster Judith Krantz. Zelf schreef hij ook twee romans waarvan Laurel Canyon een bestseller werd.
Steve Krantz overleed op 83-jarige leeftijd aan de gevolgen van een longontsteking.